# Dome of Visions
Domen (tidligere kendt som Dome of Visions) er en geodætisk kuppel bygget i en konstruktion af kertotræ, beklædt med trekantede transparente plader af polycarbonat. Efter aftale med producenten kan polycarbonaten leveres tilbage efter brug, og således genanvendes i ren form. Konstruktionen har en diameter på 21 meter og er 10,5 meter høj, hvilket skaber et grundareal på 350 kvadratmeter. Kuppelformen kaldes ofte for en DOME, og konstruktionen er opført på basis af ideer udtænkt af den amerikanske fremtidsforsker og arkitekt Richard Buckminster Fuller. Han studerede minimalkonstruktioner, hvor den såkaldte geodætiske kuppel anvendes som ydre facadeløsning.
Bag projektet står entreprenøren NCC i et tæt samarbejde med de to danske arkitekter Kristoffer Tejlgaard og Benny Jepsen, der har tegnet og tænkt Dome of Visions.
Formålet med projektet er at undersøge og dokumentere fordelene ved at bygge og bo i en dome, der er et drivhus. Indvendigt er et træhus opført, og da dette hverken vil blive udsat for vind eller regn, kan det bygges med et minimum af ressourcer. Dome of Visions bliver derfor et forsøg på at inspirere til nye måder at bo på og har samtidigt til formål at indsamle data og finde nye veje til bæredygtigt byggeri og materialeforbrug. Formålet med Dome of Visions er at afprøve den som klimaskærm for en bolig opført i træ.
Dome of Visions er designet som en midlertidig platform i byens rum og har været opført forskellige steder: på Krøyers Plads og Søren Kierkegaards Plads i København, samt på Aarhus Havn i den nye Aarhus Ø bydel.

## Ekstern henvisning
- Wikimedia Commons har flere filer relateret til Dome of Visions
- domeofvisions.dk Arkiveret 27. april 2015 hos  Wayback Machine

| Arkitektur | Spire Denne arkitekturartikel er en spire som bør udbygges. Du er velkommen til at hjælpe Wikipedia ved at udvide den. |